# Johannes Gessner (Mediziner)
Johannes Gessner (* 13. Januar 1927 in Langenwetzendorf) ist ein ehemaliger Mediziner und ehemaliger Fußballspieler. Als Mediziner promovierte er und übernahm eine Professur. Als Fußballspieler spielte er in den 1950er Jahren für die BSG Motor Jena und den SC Dynamo Berlin in der DDR-Oberliga, der höchsten Spielklasse im DDR-Fußball.

## Berufliche Laufbahn
Als Sohn eines Maurers erlebte Johannes Gessner den Zweiten Weltkrieg zunächst als Luftwaffenhelfer, danach beim Reichsarbeitsdienst und schließlich als Sanitätssoldat bei der Luftwaffe. Bis 1946 war er in amerikanischer Kriegsgefangenschaft. Im Wintersemester 1946 nahm er in Jena ein Medizinstudium auf. Während seines Studiums erhielt er einen Lehrauftrag bei der Sportlehrerausbildung. 1960 wurde er zum Oberarzt in der Chirurgie ernannt, habilitierte 1964 und wurde Ende 1965 als Leiter des Klinikums in Saalfeld berufen. 1972 wurde er zum Professor berufen. 1977 leitete Gessner den Aufbau des Gesundheitswesens in Angola und organisierte 1985 den Aufbau  eines Krankenhauses in Managua, Nicaragua.

## Sportliche Laufbahn
Johannes Gessner begann 1948 organisiert Fußball zu spielen, zunächst bei der SG Jena-Stadion, aus der sich später die Betriebssportgemeinschaften (BSG)  die BSG Carl Zeiss bzw. BSG Motor entwickelten. Nachdem er auch im Studentenfußball aktiv gewesen war, wurde er in den Punktspielen der 1. Mannschaft der BSG Motor zum ersten Mal in der Saison 1951/52 eingesetzt. Die Begegnung Rotation Plauen – Motor Jena (1:2), in der er in der zweitklassigen DDR-Liga als Rechtsaußenstürmer aufgeboten wurde, blieb sein einziges Ligaspiel dieser Saison, und er war damit nur marginal am Aufstieg der Jenaer beteiligt. In der DDR-Oberliga-Saison 1952/53 hatte Motor Jena 32 Spiele zu absolvieren. Gessner kam in unregelmäßigen Abständen nur fünfmal zum Einsatz, hauptsächlich wieder auf dem rechten Sturmflügel. Nach einem Jahr musste Jena wieder in die Zweitklassigkeit absteigen, und Gessner war dort bei der BSG Motor weiter nur Ersatzspieler. 1953/54 bestritt er zwei, 1954/55 vier Ligaspiele, stets als Rechtsaußenstürmer. Anschließend verschwand er für zwei Jahre aus den höheren Fußball-Ligen. 1958 (jetzt Kalenderjahrsaison) tauchte er noch einmal für ein Spiel beim Oberligisten SC Dynamo Berlin im Spiel BSG Fortschritt Weißenfels – SC Dynamo (2:0) als Mittelläufer auf.